# Roddie Haley
Roddie Haley (6 de dezembro de 1964 – Texarkana, 17 de fevereiro de 2022 ) foi um velocista norte-americano especializado nos 400 m rasos. Foi campeão mundial do revezamento 4x400 m no Campeonato Mundial de Atletismo de 1987 em Roma, Itália e pan-americano nos Jogos Pan-americanos de 1987 em Indianápolis, Estados Unidos.